# Ctenota armeniaca
Ctenota armeniaca är en tvåvingeart som beskrevs av Paramonov 1930. Ctenota armeniaca ingår i släktet Ctenota och familjen rovflugor. Inga underarter finns listade i Catalogue of Life.